# Thespidae
Thespidae — родина богомолів, поширених у Південній Америці та на Антильських островах, єдина в надродині Thespoidea, яка разом з надродиною Acanthopoidea утворює групу Artimantodea. Об'єднує 33 роди.
Самиці переважно безкрилі, крила самців з волосками. Тіло багатьох видів видовжене.

## Таксономія
Родину вперше виділив Соссюр 1869 року. У системі богомолів авторства Люсьєна Шопара 1949 року вона була однією з 13 родин. 
На початок 2010-х років родина Thespidae містила 43 роди, згруповані в 6 підродин: Pseudomiopteryginae (7 родів), Miopteryginae (5 родів), Thespinae (10 родів), Hoplocoryphinae (3 роди), Oligonicinae (16 родів), Haaniinae (2 роди).
За новою класифікацією 2019 року в складі родини залишилися:
- Pseudopogonogastrinae — 1 рід Pseudopogonogaster
- Pseudomiopteryginae — 2 роди Pseudomiopteryx та Promiopteryx
- Bantiinae — 6 родів
- Miobantiinae — 5 родів
- Musoniellinae — 4 роди
- Thespinae — 16 родів

## Різноманіття

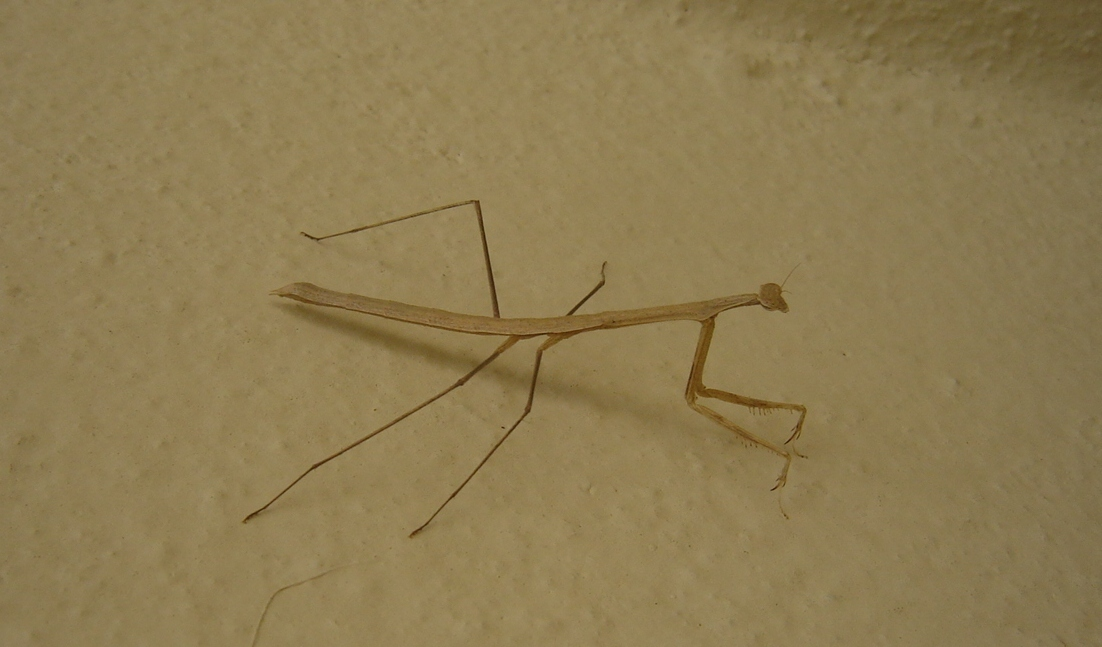
Bistanta mexicana, Мексика
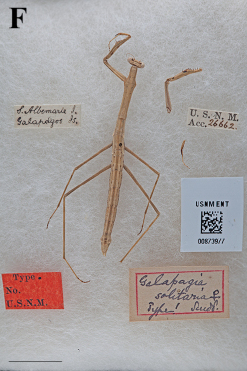
Galapagia solitaria, Галапагоські острови, Еквадор
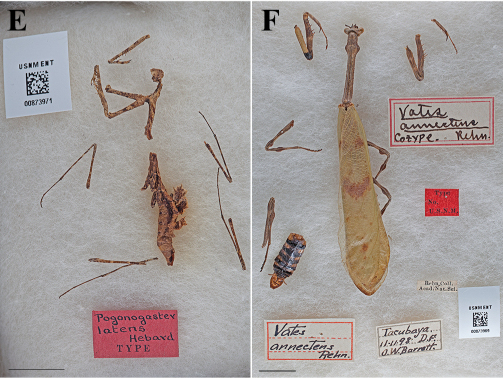
Pogonogaster latens
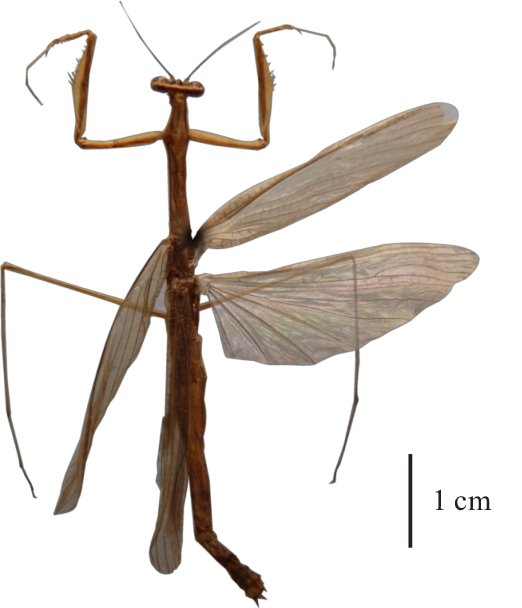
Musonia surinama, Колумбія
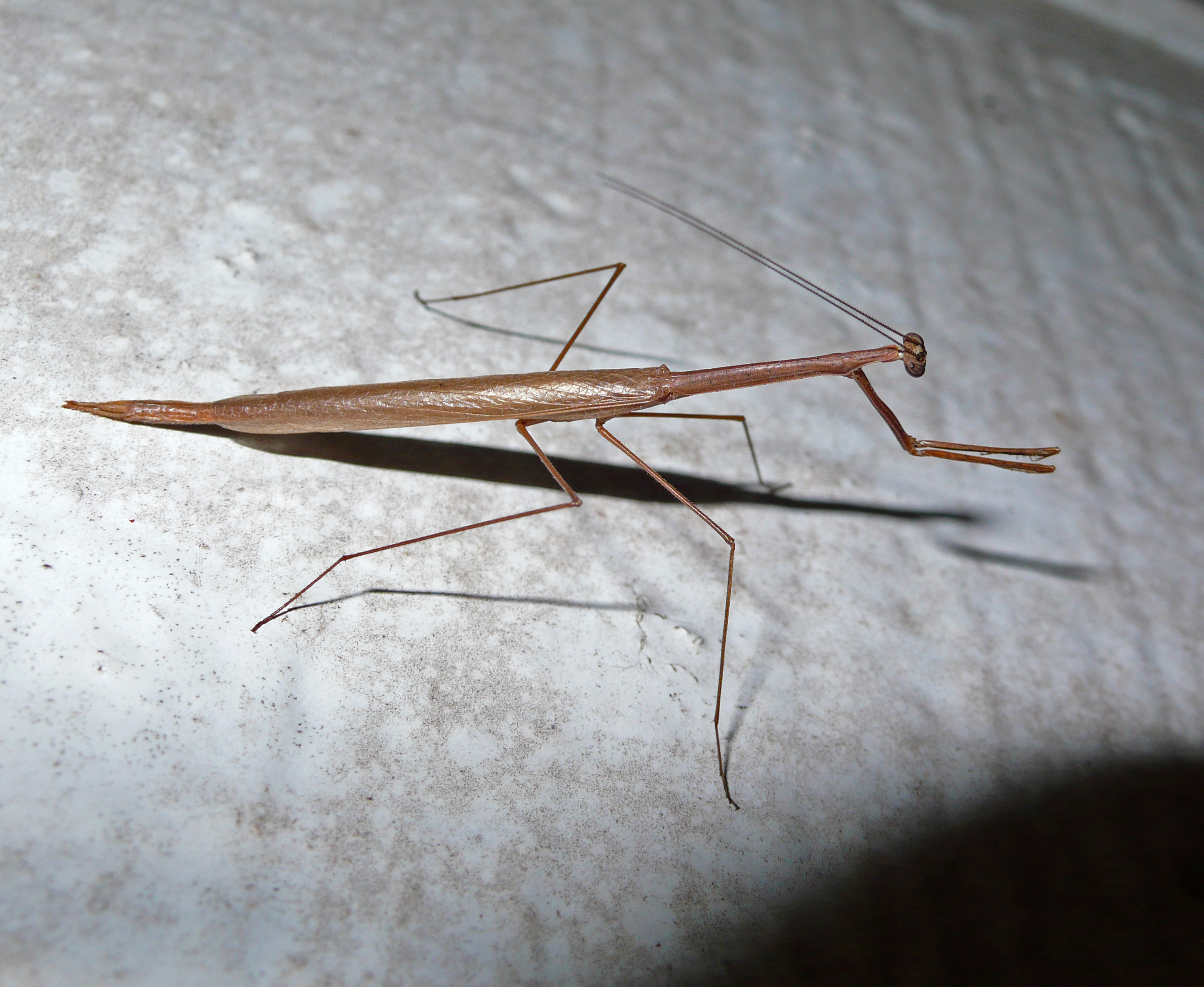
Oligonicella scudderi, США
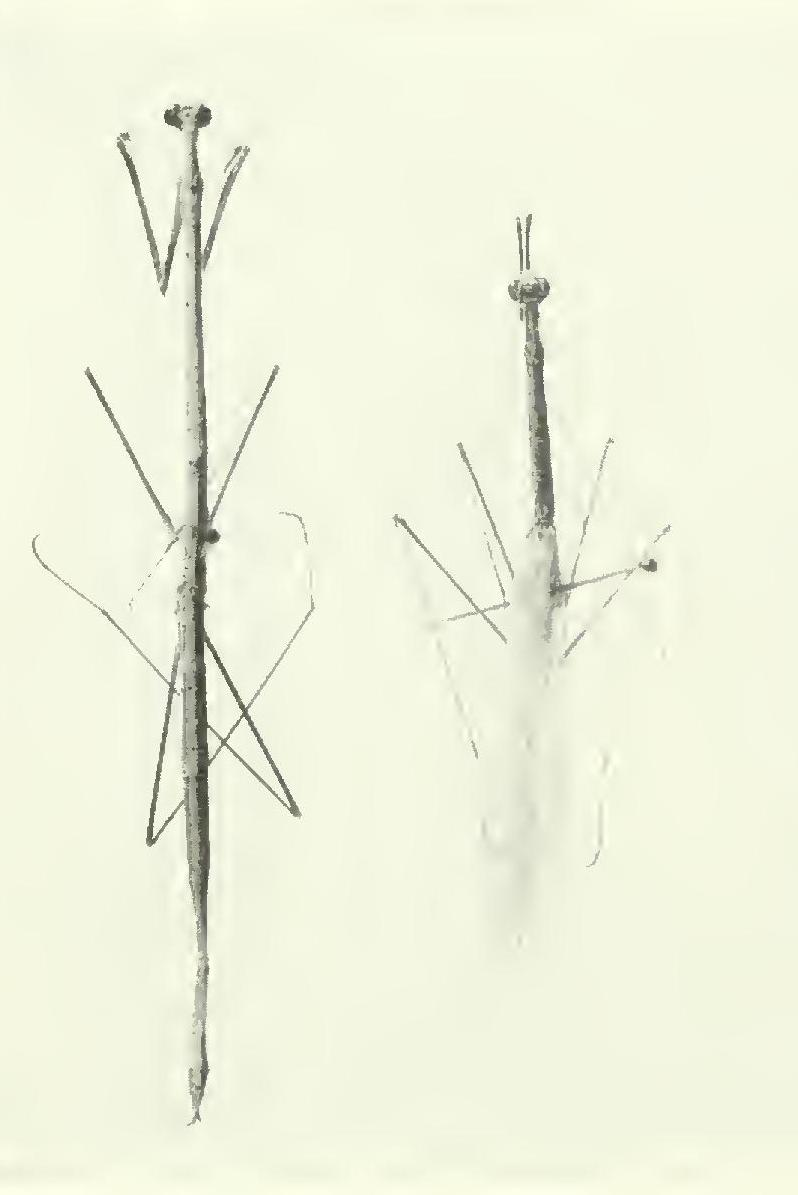
Thesprotia graminis, США
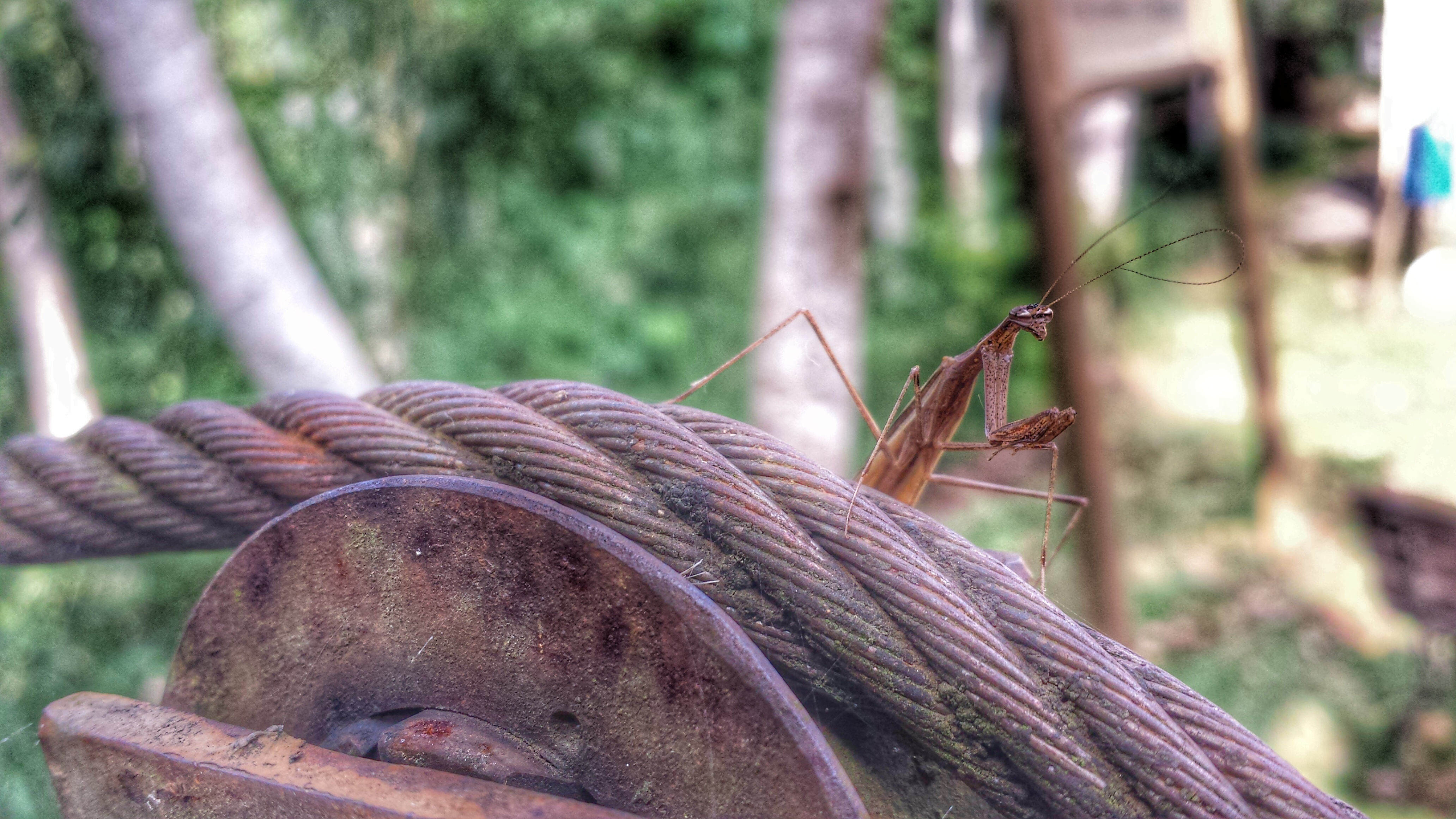
Богомол роду Thesprotia, Бразилія
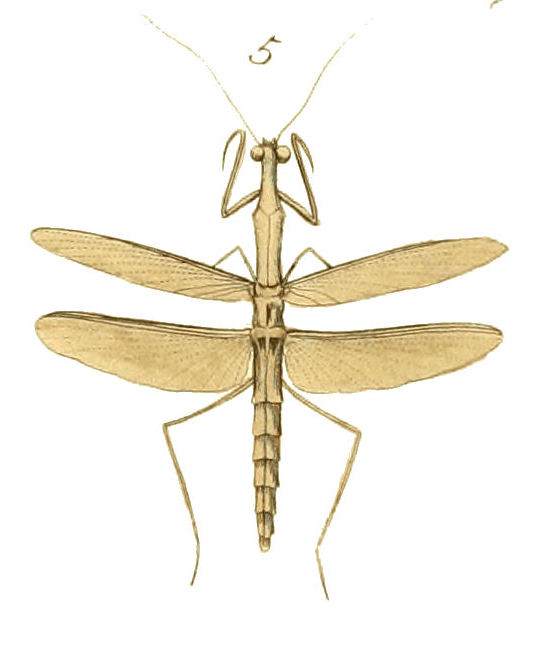
Thespis parva